# Scabrotettix acutilobus
Scabrotettix acutilobus är en insektsart som beskrevs av Hancock, J.L. 1907. Scabrotettix acutilobus ingår i släktet Scabrotettix och familjen torngräshoppor. Inga underarter finns listade i Catalogue of Life.